# Хоумсик Джеймс
Хоумсик Джеймс (англ. Homesick James; 30 апреля 1910, Сомервилл, Теннесси, США — 13 декабря 2006, Спрингфилд, Миссури, США) — американский блюзовый слайд-гитарист, вокалист и автор песен. Номинант премии Грэмми в номинации «Лучшая этническая или традиционная запись» (1979) . Номинант Blues Music Awards в номинации  «Кантри/акустический блюзовый альбом» (1995) . По словам самого музыканта, двоюродный брат Элмора Джеймса.

## Биография
Джеймс Уильямс или Джеймс Уильямсон или Джон Уильям Хендерсон , ставший известным под псевдонимом Хоумсик Джеймс родился в Сомервилле по разным данным в 1905 , 1910  или 1914  годах; называется также даже 1924 год, но наиболее вероятным представляется 1910 год .Его родители, Корделия Хендерсон и Плец Уильямсон Риверс были музыкантами. Учился играть на гитаре самостоятельно, развивая навыки своего слайд-стиля на местных танцах. В 10-летнем возрасте сбежал из дому, выступал в Миссисипи и Северной Каролине. По его словам в то время он выступал в частности с такими музыкантами, как Йэнк Рэйчелл, Слипи Джон Эстес, Блайнд Бой Фуллер, Сонни Бой Уильямсон и Биг Джо Уильямс. Также по словам Хоумсика Джеймса, Элмор Джеймс — его старший двоюродный брат, и именно он купил музыканту его первую гитару.
В 1932 году Хоумсик Джеймс добрался до Чикаго, устроился на сталелитейный завод и начал работать в джаз-группе Хораса Хендерсона, младшего брата Флетчера Хендерсона, а также с пианистом Джимми Уокером. По неподтверждённым сведениям впервые записался на RCA Victor в 1937 году. В 1938 году начал осваивать электрогитару. 
Первой известной записью музыканта стал сингл 1952 года, и в дальнейшем он записал до 1955 года несколько синглов. Они включали в себя известные песни «Lonesome Ole Train» и «Homesick» с Джонни Шайнсом на второй гитаре (последняя песня стала и псевдонимом музыканта). Начиная с конца 1940-х работал с различными музыкантами, в их числе Сонни Бой Уильямсон II, Снуки Прайор, Флойд Джонс, Лейзи Билл Лукас и группа  Baby Face Leroy Foster. С 1955 по 1963 год входил в состав группы Элмора Джеймса, где он играл на бас-гитаре. Говорили что Элмор Джеймс умер на диване Хоумсика Джеймса, пока последний искал таблетки. 
В 1962 году записал сингл для Colt Records, а в 1963 году выпустил совместный с Рузвельтом Сайксом альбом Hard Drivin' Blues. В 1964 году выпустил свой первый сольный альбом. До начала 1970-х записывался как гость или на концертах, но с возрождением интереса к блюзу, записал два студийных альбома, гастролировал в Европе и выпустил два альбома на европейских лейблах. Также много работал как сайдмен, в частности с такими легендами блюза как Вилли Диксон и Коко Тейлор 
Карьера музыканта была насыщенной в 1990-е годы, когда он записал целый ряд альбомов хорошего уровня. Последнюю запись он сделал в 2004 году и выпустил под названием My Home Ain't Here . В последние годы своей жизни он стал частью Delta Blues Cartel вместе с Генри Таунсендом, Дэвидом «Honeyboy» Эдвардсом и Робертом Локвудом-младшим . Они играли вместе на многих блюзовых фестивалях и концертных залах в Северной Америке и Европе и в 2006 году все, кроме Эдвардса, умерли.  
С 1972 по 2006 год Хоумсик Джеймс жил в Чикаго, Нэшвилле, Атланте, Сан-Франциско и, наконец, осел в Спрингфилде, Миссури, где умер в 2006 году. Последнее публичное выступление Хоумсика Джеймса состоялось на британском блюзовом фестивале в составе  Delta Blues Cartel в июле 2006 года, в 95-летнем возрасте, менее чем за полгода до смерти 
«Как и его (предполагаемый) кузен Элмор Джеймс, Хоумсик часто играл на гитаре со слайдом, но его звук был более завуалированным и не таким напористым» .

## Избранная дискография
- 1963: Hard Drivin' Blues (Delmark) с Рузвельтом Сайксом
- 1964: Blues on the South Side (Prestige/Original Blues)
- 1972: The Country Blues (Blues On Blues)
- 1973: Ain't Sick No More (Bluesway)
- 1973: Homesick James Williamson & Snooky Pryor (Caroline по лицензии Big Bear)
- 1976: Home Sweet Homesick James (Big Bear)
- 1977: Goin' Back Home (32 Jazz)
- 1979: Chicago Blues Festival Vol. 1 (Black and Blue)
- 1980: Homesick James & Snooky Pryor: Sad and Lonesome (Wolf)
- 1992: Sweet Home Tennessee (как Homesick James & The Hypnotics) (Appaloosa)
- 1994: Goin' Back in the Times (Earwig)
- 1995: Got to Move (Trix Records)
- 1996: Juanita (Appaloosa)
- 1997: Words of Wisdom (Priority)
- 1998: Last of the Broomdusters (Fedora)
- 2003: Homesick James & Snooky Prior: The Big Bear Sessions (Sanctuary Records)